# Bairdiella chrysoura
Bairdiella chrysoura là một loài cá ở Hoa Kỳ. Sinh sống rộng trên vùng biển phía đông, Bairdiella chrysoura thường bị những người câu cá gần bờ bắt để làm mối cho các loài lớn hơn. Loài hiếm khi đạt đến chiều dài 9 inch (230 mm). Chúng là tài nguyên không được sử dụng đúng mức dù có thể trở thành một loại thực phẩm tuyệt vời.

## Mô tả
Bairdiella chrysoura có một miệng lớn có thể điều chỉnh được, có hướng xiên lên. Hàm dưới nằm xa hơn hàm trên. Cằm không có râu nhưng có có ba cặp lỗ chân lông ở cằm (sự sắp xếp râu và chân lông dưới cằm là một đặc trưng để phân biệt các thành viên khác nhau trong họ Sciaenidae). Xương trước nắp mang, tấm xương nằm ở trước nắp mang cá, mang một vài gai tạo thành một góc. Vây lưng có mười đến mưới một gai và 19 đến 23 xương mềm. Vây hậu môn có tám tới mưới xương mềm và hai gai, vây thứ hai trong số đó nhọn hơn và dài hơn hai phần ba chiều dài của xương mềm thứ nhất.
 Loài cá này có hai bong bóng cá được kết nối với tai trong. Nó có thính giác tốt, ngang tầm với cá vàng (Carassius auratus) nổi tiếng với khả năng thính giác tốt. Màu sắc chung của nó là màu bạc, hơi xanh lục hoặc hơi xanh dương ở mặt lưng và màu bạc hoặc hơi vàng ở mặt dưới. Các vây vàng nhạt hoặc xám nhạt.

## Phân bố loài và môi trường sống
Bairdiella chrysoura có nguồn gốc từ bờ biển phía đông của Hoa Kỳ. Phạm vi sống của nó kéo dài từ New York đến Florida, Vịnh Mexico và Mexico. Chúng được tìm thấy trên bờ trong các lòng sông có cỏ biển, lạch, sông và đầm lầy.

## Tập tính
Hoạt động sinh sản diễn ra ở các khu vực nông, nước mặn ở vịnh và các khu vực gần bờ khác, đạt đỉnh điểm vào thời gian từ tháng 5 đến tháng 9. Bairdiella chrysoura trưởng thành khi đạt hai hoặc ba năm tuổi (6 inch). Con trưởng thành ăn các động vật giáp xác và cá nhỏ. Chúng có thể sống đến 6 năm.